# 培亞
普拉亚（葡萄牙語：Praia，直译：「海灘」，葡萄牙語發音：[ˈpɾajɐ]），是佛得角共和国的首都與最大城市，也是佛得角的主要港口、教育、行政、工業和軍事中心，位於背風群島的聖地亚哥島，設有商港、渡船港口及國際機場。人口約159,050人，也是運送咖啡、甘蔗和熱帶水果的港口。同時也有漁產工業，在附近也有海灘度假中心。

## 歷史

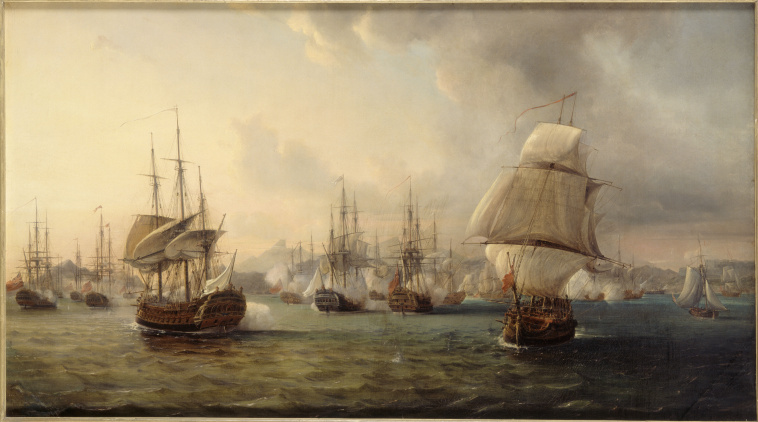
1781年波多普拉亞戰役的描繪。

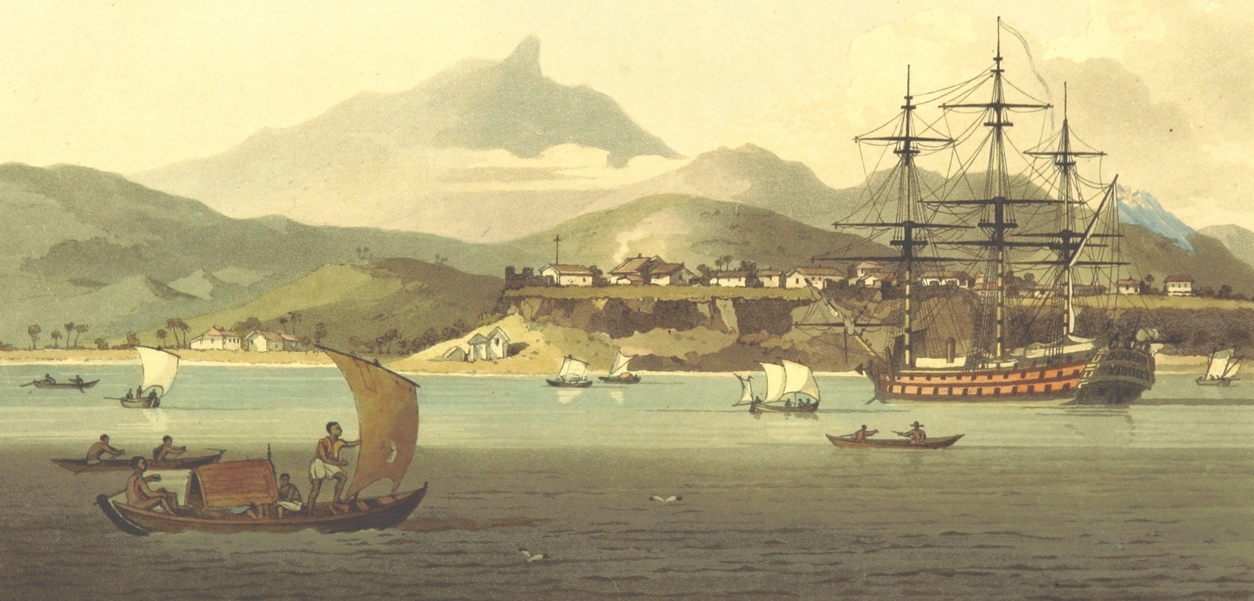
1806年的普拉亚

聖地亞哥島於1460年由安東尼奧·德·諾利（Antonio de Noli）發現:73，島上的第一個定居點是大里貝拉（Cidade Velha）。聖瑪麗亞海灘村於1615年左右首次被提及，座落天然海港附近。聖地亞哥港口是葡萄牙帝國與非洲和南美洲殖民地之間航行船舶與大西洋奴隸貿易的停靠港。因此從16世紀末到18世紀末，普拉亚經常遭受了多次海盜襲擊，包括法蘭西斯·德瑞克（1585年）和雅克·卡薩爾（1712年）的襲擊。  跨洲奴隸貿易曾令舊城成為葡萄牙第二最富有的城市。
由於其在高原上的戰略地位，普拉亚對海盜襲擊有更好的保護，這使它比舊城（Cidade Velha）具有很大的戰略優勢。1712年，首府從舊城遷往普拉亞平原，後逐漸取代舊城成為佛得角最重要的定居點，並於1770年成為佛得角的首都。波爾圖普拉亞戰役於1781年4月16日在普拉亞港發生，由於葡萄牙是中立國，涉及英國和法國，並以戰術平局和法國戰略勝利告終。普拉亞也是1832年達爾文與小獵犬號航行的第一站。
在19世紀，普拉亚完全按照都市與區域規劃重新開發了街道，兩旁是宏偉的殖民建築和豪宅。 普拉亞於1858年正式成為城市 (cidade)，確保其作為佛得角首府的地位，集中政治、宗教和經濟作用。在 1920 年代初期，普拉亚人口約為21,000人。
與群島的其他地區一樣，普拉亚對葡萄牙統治的抵抗在1950年代興起。但沒有像幾內亞比索那樣公開獨立戰爭；在1974年葡萄牙康乃馨革命和葡萄牙殖民地戰爭結束後，佛得角共和国於1975年7月宣布獨立。1985年6月28日，普拉亚成為UCCLA的成員，該聯盟是一個國際組織。

## 地理

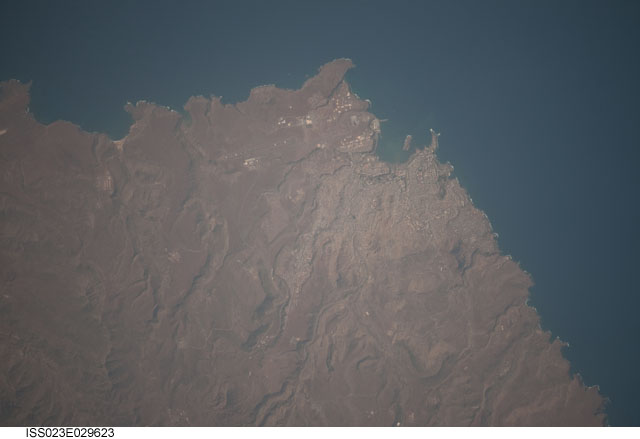
普拉亞的鳥瞰圖

普拉亚位於背風群島的聖地牙哥島；這座城市由一些丘陵和山谷組成。普拉亞的市中心位於南部的Plateau。市中心又叫做高地（Platô），因為市中心位於小高地之上。位置是北緯14度55分，西經23度31分（14°55′00″N 23°31′00″W / 14.91667°N 23.51667°W）。
在普拉亚西方15公里處有舊城（Cidade Velha），是佛得角的第一個首府。在聖地亚哥島及普拉亚所說的一種維德角克里奧語叫做巴迪烏語（Badiu）。在過去，只有Plateau被認為是這座城市， 其他地區雖然和Plateau的聯繫密切，但是不算為這座城市。 所以曾經Plateau的基礎設施較為發達。在其他地區併入城區之後，城市化開始向北延伸。

### 氣候
普拉亞屬沙漠氣候(柯本氣候分類法: BWh)，擁有短暫的雨季與漫長且顯著的旱季。除8-10月以外，普拉亞幾乎沒有降水。這座城市的年均降水量約為210（8.3英寸）。這座城市的溫度變化與熱帶氣候相似，但是降水量低於熱帶氣候。雖然普拉亞氣候乾旱，但是由於這座城市位於海邊，所以全年溫差不大。這座城市的全年平均高溫約為27 °C（81 °F），全年平均低溫約為22 °C（72 °F）。
| 普拉亞                   | 普拉亞      | 普拉亞      | 普拉亞      | 普拉亞      | 普拉亞      | 普拉亞      | 普拉亞      | 普拉亞      | 普拉亞      | 普拉亞      | 普拉亞      | 普拉亞      | 普拉亞      |
| 月份                     | 1月         | 2月         | 3月         | 4月         | 5月         | 6月         | 7月         | 8月         | 9月         | 10月        | 11月        | 12月        | 全年        |
| ------------------------ | ----------- | ----------- | ----------- | ----------- | ----------- | ----------- | ----------- | ----------- | ----------- | ----------- | ----------- | ----------- | ----------- |
| 历史最高温 °C（°F）      | 31.9 (89.4) | 33.1 (91.6) | 34.2 (93.6) | 33.4 (92.1) | 33.3 (91.9) | 34.1 (93.4) | 32.5 (90.5) | 33.1 (91.6) | 36.2 (97.2) | 34.8 (94.6) | 33.0 (91.4) | 31.0 (87.8) | 36.2 (97.2) |
| 平均高温 °C（°F）        | 24.8 (76.6) | 25.0 (77.0) | 26.1 (79.0) | 26.4 (79.5) | 27.1 (80.8) | 27.9 (82.2) | 28.0 (82.4) | 28.6 (83.5) | 29.7 (85.5) | 29.2 (84.6) | 28.0 (82.4) | 25.6 (78.1) | 27.2 (81.0) |
| 日均气温 °C（°F）        | 22.4 (72.3) | 22.2 (72.0) | 22.9 (73.2) | 23.4 (74.1) | 24.0 (75.2) | 24.9 (76.8) | 25.4 (77.7) | 26.2 (79.2) | 26.8 (80.2) | 26.4 (79.5) | 25.4 (77.7) | 23.4 (74.1) | 24.4 (75.9) |
| 平均低温 °C（°F）        | 20.0 (68.0) | 19.4 (66.9) | 19.7 (67.5) | 20.3 (68.5) | 21.0 (69.8) | 21.9 (71.4) | 22.9 (73.2) | 23.8 (74.8) | 24.0 (75.2) | 23.6 (74.5) | 22.7 (72.9) | 21.3 (70.3) | 21.7 (71.1) |
| 历史最低温 °C（°F）      | 16.9 (62.4) | 16.2 (61.2) | 16.5 (61.7) | 17.0 (62.6) | 18.8 (65.8) | 19.2 (66.6) | 20.3 (68.5) | 20.6 (69.1) | 19.6 (67.3) | 19.6 (67.3) | 19.5 (67.1) | 17.3 (63.1) | 16.2 (61.2) |
| 平均降水量 mm（）        | 2 (0.1)     | 2 (0.1)     | 0.5 (0.02)  | 0 (0)       | 0 (0)       | 0 (0)       | 8 (0.3)     | 45 (1.8)    | 105 (4.1)   | 58 (2.3)    | 30 (1.2)    | 10 (0.4)    | 260 (10.2)  |
| 平均降水天数（≥ 0.1 mm） | 1           | 0           | 0           | 0           | 0           | 0           | 2           | 7           | 7           | 4           | 2           | 1           | 24          |
| 平均相對濕度（％）       | 64          | 62          | 59          | 63          | 65          | 67          | 72          | 74          | 76          | 73          | 68          | 67          | 68          |
| 月均日照時數             | 223.2       | 234.5       | 279.0       | 285.0       | 306.9       | 279.0       | 217.0       | 201.5       | 216.0       | 244.9       | 234.0       | 204.6       | 2,925.6     |
| 日均日照時數             | 7.2         | 8.3         | 9.0         | 9.5         | 9.9         | 9.3         | 7.0         | 6.5         | 7.2         | 7.9         | 7.8         | 6.6         | 8.0         |
| 来源：德国气象局         |             |             |             |             |             |             |             |             |             |             |             |             |             |

## 文化

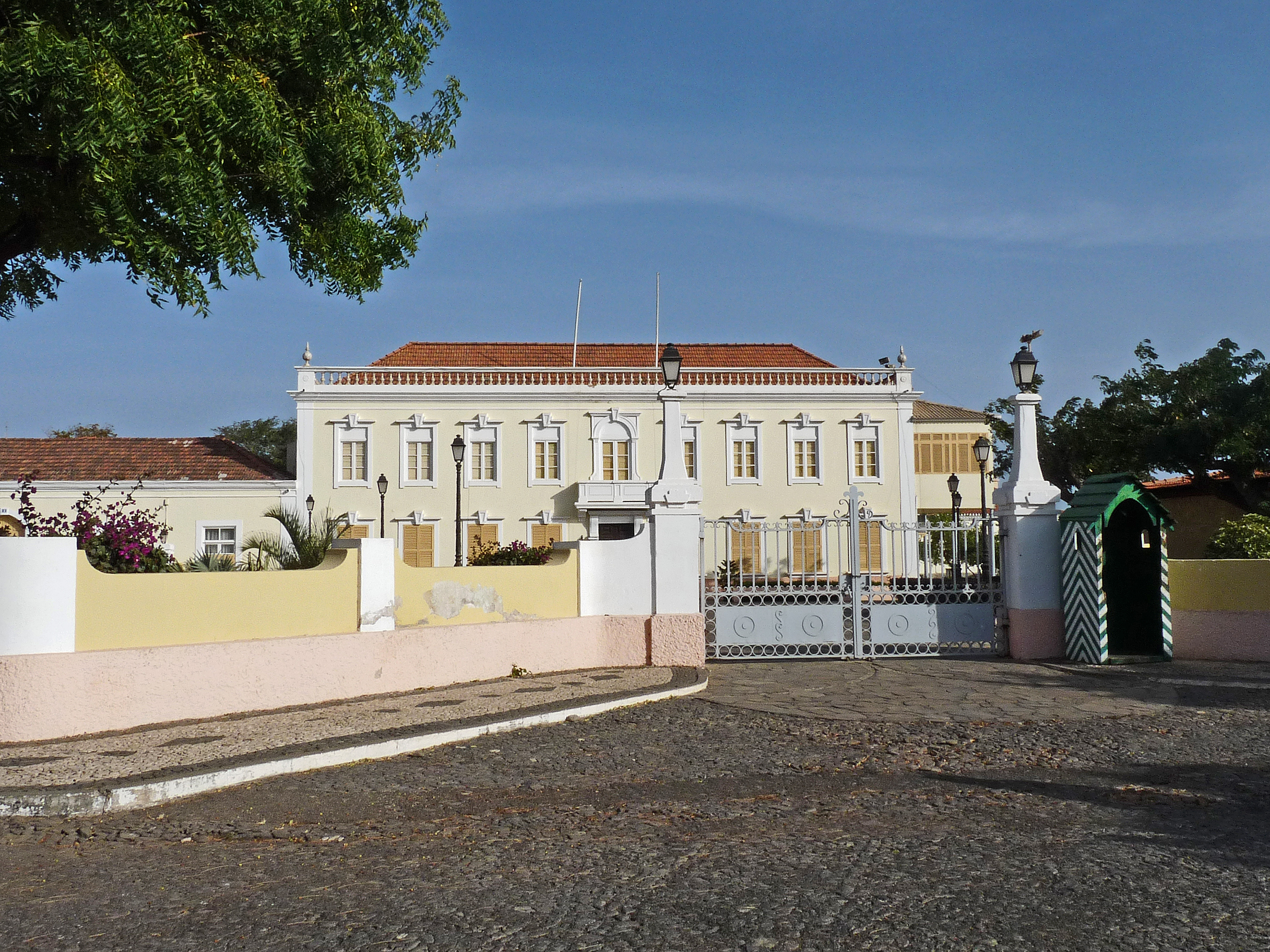
佛得角總統府
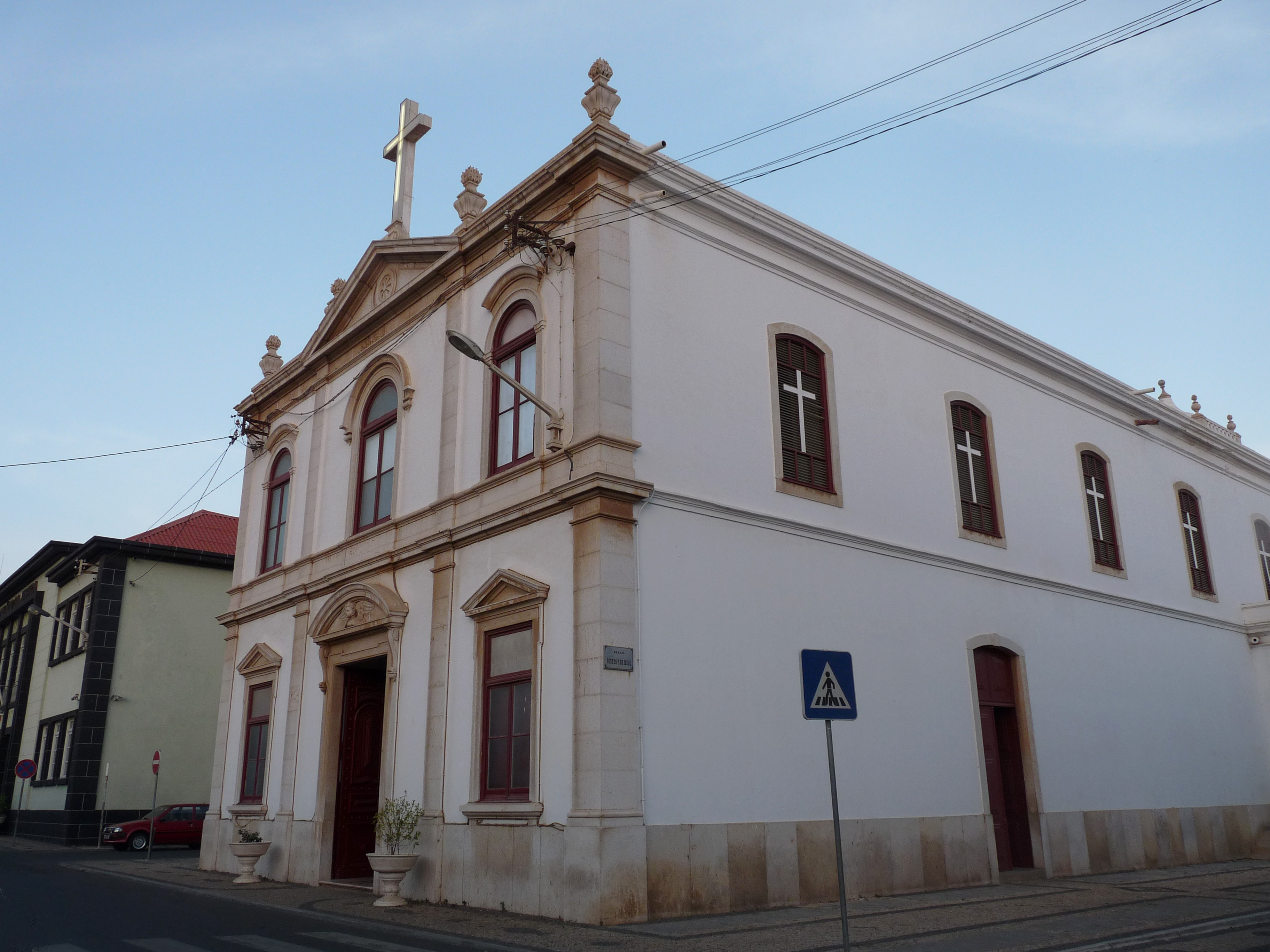
恩典聖母大教堂
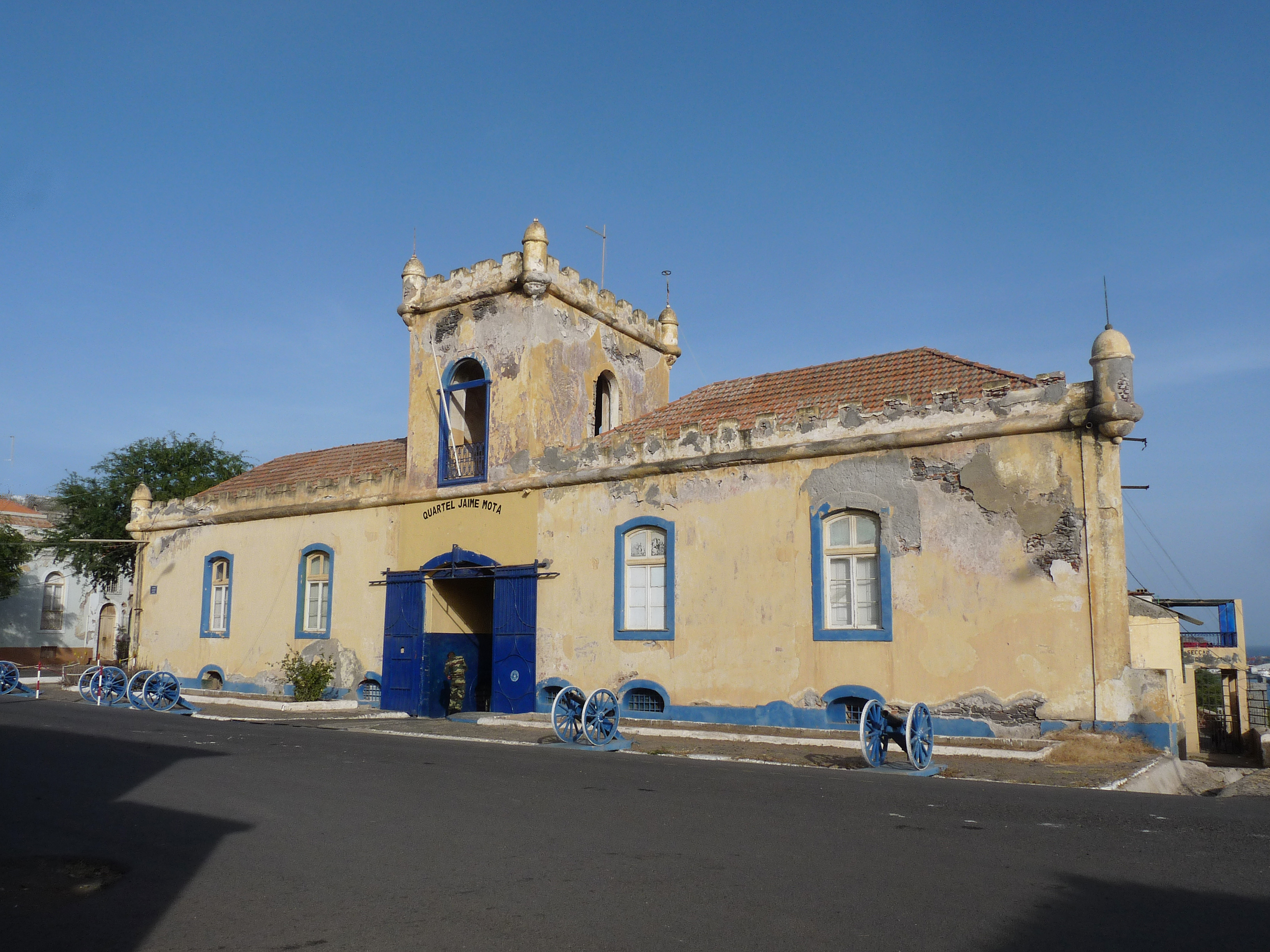
海梅莫塔軍營， 1823年至1826年間，作為軍營使用
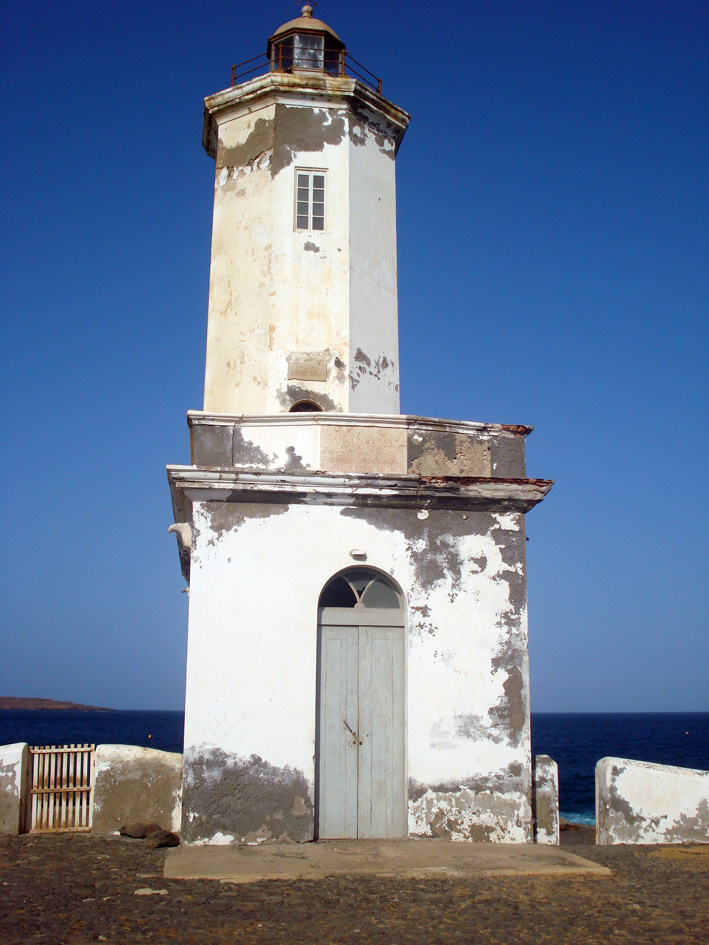
位在普拉亞港的入口處的多納瑪麗亞皮婭燈塔，建於1881年，以葡萄牙女王薩伏依的瑪麗亞·皮婭命名。

普拉亞擁有豐富的歷史建築，有成立於1997年的民族博物館（Museu Etnográfico），建於1826年的海梅莫塔軍營（Quartel Jaime Mota）城市中心的地標包括阿爾伯克基廣場，以19世紀中期的殖民總督卡埃塔諾·亞歷山大·德·阿爾梅達和阿爾伯克基命名、建於1920年代的舊市政廳、19世紀設立的迪奧戈·戈梅斯紀念碑，該紀念碑以現聖地亞哥島發現者之一的迪奧戈·戈梅斯命名。
在禮拜場所，主要以基督教教堂和寺廟居多：羅馬天主教聖地牙哥教區（天主教堂）、耶穌基督後期聖徒教堂、拿撒勒教堂、天國普世教堂等。

## 經濟

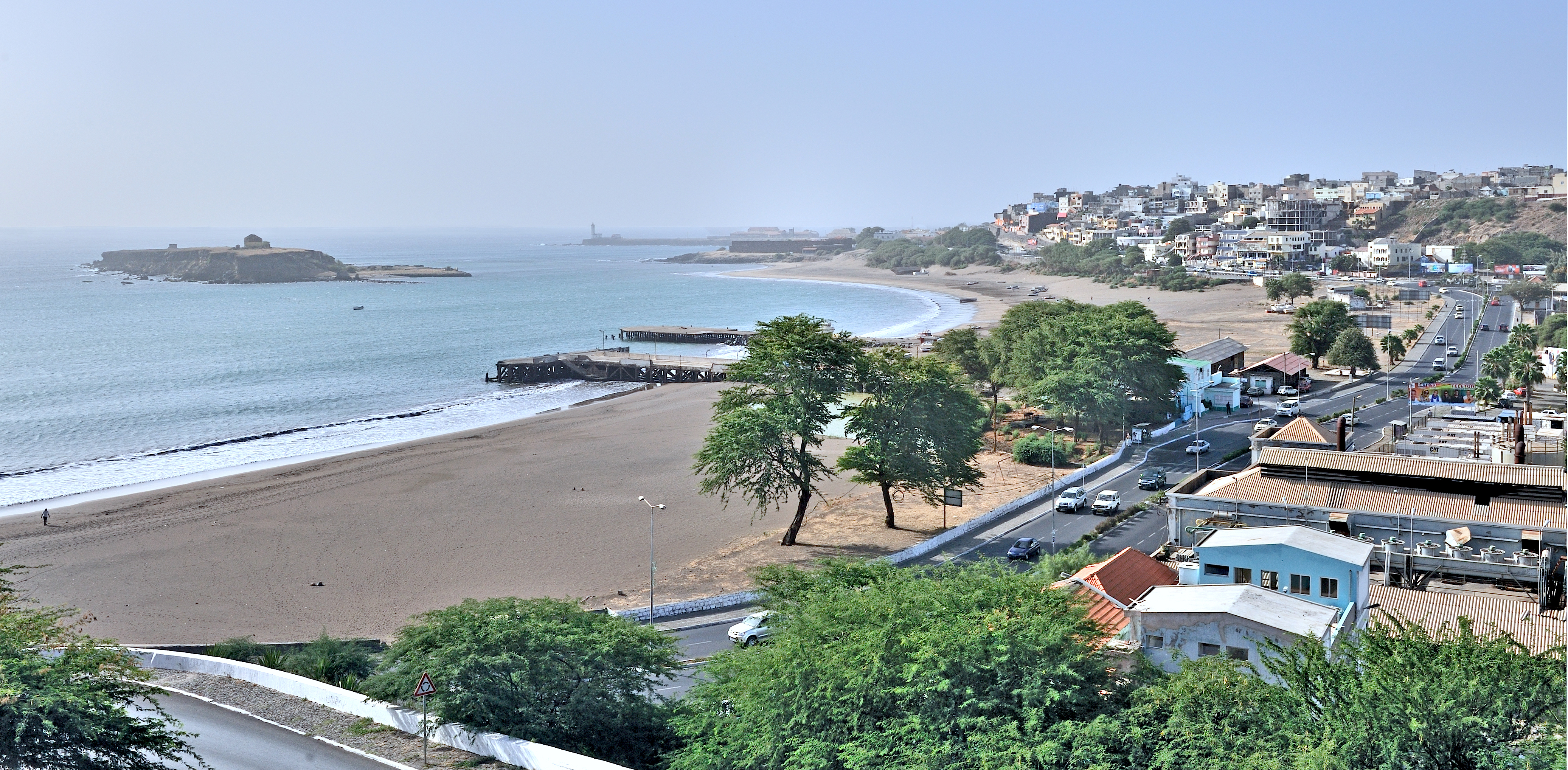
旅遊業是佛得角主要的經濟來源

作為國家的首都和經濟中心，普拉亚的国民生產總值約佔全國的39%，人均年收入約為4764美元。第三產業是這座城市主要的經濟活動，除了與行政和管理以外，還有商業、服務（醫療保健、教育、旅遊、餐館和酒店、公共活動）以及其他具有自由性質的活動等。

## 交通
普拉亚由納爾遜·曼德拉國際機場和國家航空公司佛得角航空提供服務，它們的總部都設在普拉亞普拉亚擁有全國第二大港口普拉亞港，有一個渡輪碼頭與其他島嶼相連，直達的渡輪航線通往馬約島、福古岛和聖維森特岛。該港口由國家港口管理局ENAPOR管理。2014年改擴建港口。

## 姐妹城市
- 波士頓,美國[13]
- 法鲁, 葡萄牙[14]
- 菲蓋拉-達福什, 葡萄牙[15]
- 豐沙爾, 葡萄牙[16]
- 贡多马尔, 葡萄牙[17]
- 濟南市, 中國[18]
- 里斯本, 葡萄牙[19]
- 澳門[20]
- 蓬塔德爾加達, 葡萄牙[21]
- 普罗维登斯, 美國[22]

## 外部連結
- 官方网站